# Stephan Anton Mdzewski
Stephan Anton Mdzewski, auch Stephan Anton Medzewski, OP (polnisch Stefan Antoni Mdzewski; * um 1653; † 15. Mai 1718) war ein polnischer Geistlicher und Titularbischof von Calama sowie Weihbischof in Luzk und Gnesen, wo er auch Offizial und Generalvikar war. 1703 führte er weihbischöfliche Handlungen in Breslau aus.

## Leben
Stephan Anton Mdzewski trat 1671 dem Orden der Dominikaner bei und studierte Theologie an der Universität Krakau. Am 11. Januar 1690 wurde er von Papst Alexander VIII. zum Titularbischof von Calama ernannt und als Weihbischof von Luzk bestätigt. Die Bischofsweihe erfolgte am 12. März d. J. 1699 wurde er als Weihbischof nach Gnesen versetzt, wo er auch das Amt des Offizials und Generalvikars bekleidete. Da er zu den Gegnern des polnischen Königs August II. gehörte, flüchtete er wegen der Kriegsunruhen nach Schlesien, wo er im Breslauer Dominikanerkloster unterkam.
Nach dem plötzlichen Tod des Breslauer Weihbischofs Johann Brunetti am 28. März 1703 wurde er vom Breslauer Bischof Franz Ludwig von Pfalz-Neuburg, der selbst nur Subdiakon war, gebeten, kurzfristig die anstehenden Priesterweihen im Breslauer Dom zu übernehmen. Da das Bistum Breslau ursprünglich zur Kirchenprovinz Gnesen gehört hatte, wurde vorsichtshalber vereinbart, dass die Übernahme des Auftrags nicht als Abhängigkeit Breslaus von Gnesen gedeutet werden darf.